# Districtul Phak Hai
Phak Hai (thailandeză ผักไห่) este un district (amphoe) în partea de nord-vest a Provinciei Ayutthaya din Thailanda centrală.

## Istorie
Din punct de vedere istoric, districtul era numit Khwaeng Sena Yai, care a fost transformată într-un Amphoe la sfârșitul secolului al XIX-lea. În 1917, numele districtului a fost schimbat pentru a deveni Phak Hai după tambon-ul central.
Numele Phak Hai provine de la Nirat-ul Suphan de Sunthorn Phu, care se referă la un sat numit Ban Pak Hai. În orice caz, astăzi pronunția s-a schimbat, astfel că poate însemna, de asemenea, un fel de iarbă care crește în mlaștini.

## Geografie
Districtele vecine sunt amphoe-ul Wiset Chai Chan și amphoe-ul Pa Mok al Provinciei Ang Thong, amphoe-ul Bang Ban, amphoe-ul Sena și amphoe-ul Bang Sai al Provinciei Ayutthaya, și amphoe-ul Bang Pla Ma și amphoe-ul Mueang Suphanburi al Provinciei Suphanburi.

## Administrație
Districtul este subdivizat în 16 subdistricte (tambon), care sunt ulterior subdivizate în 128 sate (muban).
| 1.  | Phak Hai      | ผักไห่      |  |
| 2.  | Ammarit       | อมฤต      |  |
| 3.  | Ban Khae      | บ้านแค     |  |
| 4.  | Lat Nam Khem  | ลาดน้ำเค็ม  |  |
| 5.  | Talan         | ตาลาน     |  |
| 6.  | Tha Din Daeng | ท่าดินแดง   |  |
| 7.  | Don Lan       | ดอนลาน    |  |
| 8.  | Na Khu        | นาคู       |  |
| 9.  | Kudi          | กุฎี        |  |
| 10. | Lam Takhian   | ลำตะเคียน  |  |
| 11. | Khok Chang    | โคกช้าง    |  |
| 12. | Chakkarat     | จักราช     |  |
| 13. | Nong Nam Yai  | หนองน้ำใหญ่ |  |
| 14. | Lat Chit      | ลาดชิด     |  |
| 15. | Na Khok       | หน้าโคก    |  |
| 16. | Ban Yai       | บ้านใหญ่    |  |